# The Golden Child
The Golden Child (conocida en España como El chico de oro y en Hispanoamérica como El niño de oro o En busca del niño dorado) es una película estadounidense que mezcla los géneros de la fantasía, la comedia y la acción. Dirigida por Michael Ritchie y protagonizada por Eddie Murphy, Charlotte Lewis y Charles Dance, The Golden Child fue estrenada en cines en Estados Unidos en 1986.

## Sinopsis argumental
Chandler Jarrell (Eddie Murphy) es un detective que se ha especializado en la búsqueda de niños desaparecidos o perdidos. Un día una joven llamada Kee Nang (Charlotte Lewis) decide contratar sus servicios para rescatar un niño tibetano budista que ha sido raptado por Sardo Numspa (Charles Dance), jefe de una organización criminal. El niño (interpretado por J. L. Reate, quien era en realidad niña), a quien sus tutores llaman el niño de oro, tiene, según ellos, unos supuestos poderes mágicos. Al principio Jarrell es escéptico en todo lo referente a estos pretendidos poderes sobrenaturales, pero pronto descubre que las fuerzas sobrenaturales existen realmente, viéndose envuelto en una sorprendente aventura de dimensiones épicas.

## Reparto
| Actor                | Personaje                    |
| -------------------- | ---------------------------- |
| J. L. Reate          | el niño de oro               |
| Eddie Murphy         | Chandler Jarrell             |
| Charles Dance        | Sardo Numspa                 |
| Charlotte Lewis      | Kee Nang                     |
| Victor Wong          | Anciano                      |
| Randall 'Tex' Cobb   | Til                          |
| James Hong           | Dr. Hong                     |
| Shakti Chen          | Kala                         |
| Tau Logo             | Yu                           |
| Tiger Chung Lee      | Khan                         |
| Pons Maar            | Fu                           |
| Peter Kwong          | Tommy Tong                   |
| Wally Taylor         | Detective Boggs              |
| Eric Douglas         | Dragón Amarillo              |
| Charles Levin        | Presentador de televisión    |
| Kenneth H. Frith Jr. | Amigo en Pink's              |
| Bennett Ohta         | vendedor en la herboristería |
| Kinko Tsubouchi      | mujer china anciana          |
| Govind Chipalu       | anciano que chapurrea        |
| Chantara Nop         | agente de seguridad #1       |
| Phok Ok              | agente de seguridad #2       |
| Bob Tzudiker         | hombre de negocios           |
| Cliffy Magee         | Russell                      |
| Jeff Soo Hoo         | camarero                     |
| Bindra Joshi         | chica del avión              |
| Judy Hudson          | chica tortuga                |
| Ron Packham          | asesino a sueldo             |
| Marilyn Schreffler   | Kala                         |
| Frank Welker         | La Cosa                      |
| Aron Kincaid         | informante                   |
| Gene LeBell          | motociclista borracho        |
| Ron Veto             | Yak Herder                   |

## Producción
El autor del guion es el fotógrafo Dennis Feldman quien, sin ninguna experiencia previa, escribió una historia que mezclaba el estilo de Raymond Chandler con elementos sobrenaturales." Hollywood se interesó por el guion y finalmente fue Paramount Pictures quien se hizo con los derechos pagando $300,000 al desconocido guionista.
Un detalle curioso es que el chico de oro esta interpretado por una niña, la actriz Jasmine Reate (acreditada como "J.L. Reate").
John Carpenter iba a dirigir el film pero se retiró del proyecto para dirigir Big Trouble in Little China, que también trata el misticismo chino. Carpenter se dio mucha prisa en acabar su película para estrenarla antes que El chico de oro.
La productora quería a Mel Gibson como Chandler Jarrell, pero al estar ocupado se optó por Murphy y se transformó la película en una comedia.
El luchador profesional Gene LeBell hace un cameo como un miembro de la banda de moteros.

### Banda sonora
Las siguientes canciones aparecen en la B.S.O.:
- Ann Wilson - "The Best Man in the World"
- Ratt - "Body Talk" (Composed by Stephen Pearcy
- "Wisdom of the Ages" (John Barry)
- "The Chosen One" (Michel Colombier) interpretada por Robbie Buchanan)
- "Puttin' on the Ritz" (Irving Berlin)
- "Another Day's Life" (David Wheatley)

## Estrenos
| País                         | Estreno                          |
| ---------------------------- | -------------------------------- |
| Estados Unidos               | Viernes, 12 de diciembre de 1986 |
| Australia                    | Viernes, 26 de diciembre de 1986 |
| Reino Unido                  | Jueves, 1 de enero de 1987       |
| Taiwán                       | Jueves, 29 de enero de 1987      |
| Irlanda                      | Viernes, 30 de enero de 1987     |
| Suecia                       | Viernes, 20 de febrero de 1987   |
| Finlandia                    | Viernes, 27 de febrero de 1987   |
| Japón                        | Sábado, 7 de marzo de 1987       |
| Italia                       | Viernes, 27 de marzo de 1987     |
| Francia                      | Miércoles, 1 de abril de 1987    |
| Países Bajos                 | Jueves, 2 de abril de 1987       |
| Venezuela                    | Miércoles, 8 de abril de 1987    |
| Alemania · Portugal          | Jueves, 9 de abril de 1987       |
| Austria · Dinamarca · España | Viernes, 10 de abril de 1987     |
| Colombia                     | Miércoles, 15 de abril de 1987   |
| Argentina · Brasil           | Jueves, 16 de abril de 1987      |
| Panamá                       | Miércoles, 22 de abril de 1987   |
| República Dominicana         | Jueves, 23 de abril de 1987      |
| Chile · Perú                 | Jueves, 30 de abril de 1987      |
| Ecuador                      | Miércoles, 13 de mayo de 1987    |
| Uruguay                      | Jueves, 14 de enero de 1988      |
| México                       | Viernes, 2 de septiembre de 1988 |
| Hungría                      | Jueves, 17 de mayo de 1990       |

## Recepción
Como el cine de aventuras florecía en esa época y Murphy vivía su mejor momento, El chico de oro se convirtió en un completo éxito comercial.